# طابع داغ همرشولد المقلوب
طابع داغ همرشولد المقلوب، طابع الخطأ الذي يحمل صورة داج همرشولد هو طابع بريد بقيمة 4 سنتات طبع في 23 أكتوبر 1962 من قبل خدمة البريد الأمريكية (المعروفة آنذاك باسم إدارة البريد) بعد عام من وفاة داغ همرشولد، الأمين العام للأمم المتحدة، في حادث تحطم طائرة. يُعرف الطابع، الذي يظهر الخلفية الصفراء مقلوبة بالنسبة للصورة والنص، أيضًا باسم "مُعجزة داي" نسبةً إلى مدير البريد العام جاي إدوارد داي الذي أمر بإعادة طباعة طابع الخطأ الأصفر عمدًا معلقًا: "إن إدارة البريد ليست تدير عملية يانصيب."
كانت إعادة طباعة الطابع في الواقع خطأً مقصودًا أنتجته هيئة البريد لتجنب خلق حالة نادرة. واتخذ القرار بإعادة طباعة 40 مليون من الطوابع المقلوبة بعد اكتشاف الخطأ، وذلك حتى لا يكون هناك عامل ندرة في الطابع المقلوب ولمنع الناس من الاستفادة من خطأ خدمة البريد. صدرت النسخ المعاد طباعتها للجمهور في 16 نوفمبر ووصفت بأنها طباعة خاصة.
الطابع التذكاري الأسود والبني والأصفر مع خلفية صفراء والطباعة الصحيحة لهُ رقم فهرس دليل سكوت 1203، لكن الخطأ المعكوس يحمل الرقم 1204. تقييم الفهرس للخطأ المعكوس تزيد قليلاً عن الطابع العادي. الطابع، المطبوع على آلة مكبس جيواري في ألواح مكونة من 200، صممه هربرت سانبورن ونقش عليه سي. أي. بروكس. طبع 121,440,000 طابع عادي بالإضافة إلى 40,270,000 من الطوابع المعكوسة.
لم تسجل أعداد الطوابع المعكوسة الأصلية التي طبعت، ومن المستحيل تقريبًا التمييز بين نسخة إعادة الطباعة والنسخة الأصلية للطابع إلا إذا كانت تحمل تاريخًا مبكرًا واضحًا، لكن خطأ الانعكاس على غلاف اليوم الأول، الذي يثبت أن الطابع كان من الطباعة الأصلية الأولى وليس من نسخ إعادة الطباعة، قد بيع في عام 2005 مقابل 3,500 دولار أمريكي.
لقد وجَدَ ورقة الطوابع أو صفحة الطوابع، جواهري من نيو جيرسي يدعى ليونارد شيرمان، حصل على أمر محكمة ضد إعادة الطباعة، ولكن ذلك جاء متأخراً لوقف الإنتاج. ومع ذلك، حصل على إفادة من (مكتب البريد آنذاك) تفيد بأن ورقتهِ كانت هي الورقة الأصلية. في عام 1987، تبرع شيرمان بورقته إلى الجمعية الأمريكية للطوابع لأن إعادة الطباعة حطمت آماله في امتلاك خطأ طابع ذو قيمة.
لاحقاً احتفلت مجلة ماد لاحقًا بالحادثة عن طريق طباعة صورة طابع ساخر بدا مشابهًا للنسخة الأصلية، ولكنها وضعت صورة شيرمان وهو يبكي بدلاً من داغ همرشولد مع أموال تطير بعيدًا عنهُ.

## صور

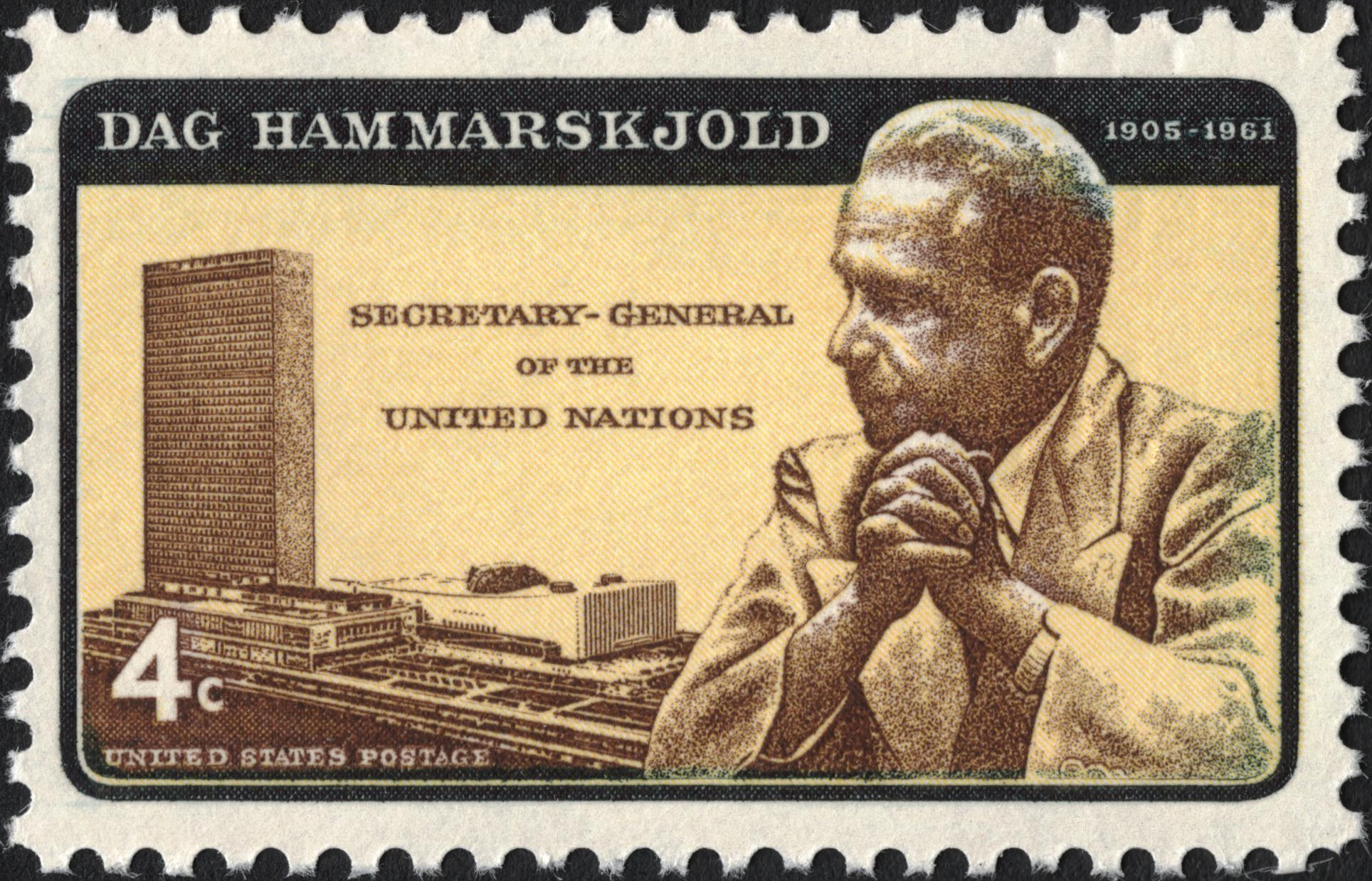
نسخة الطابع غير المقلوبة
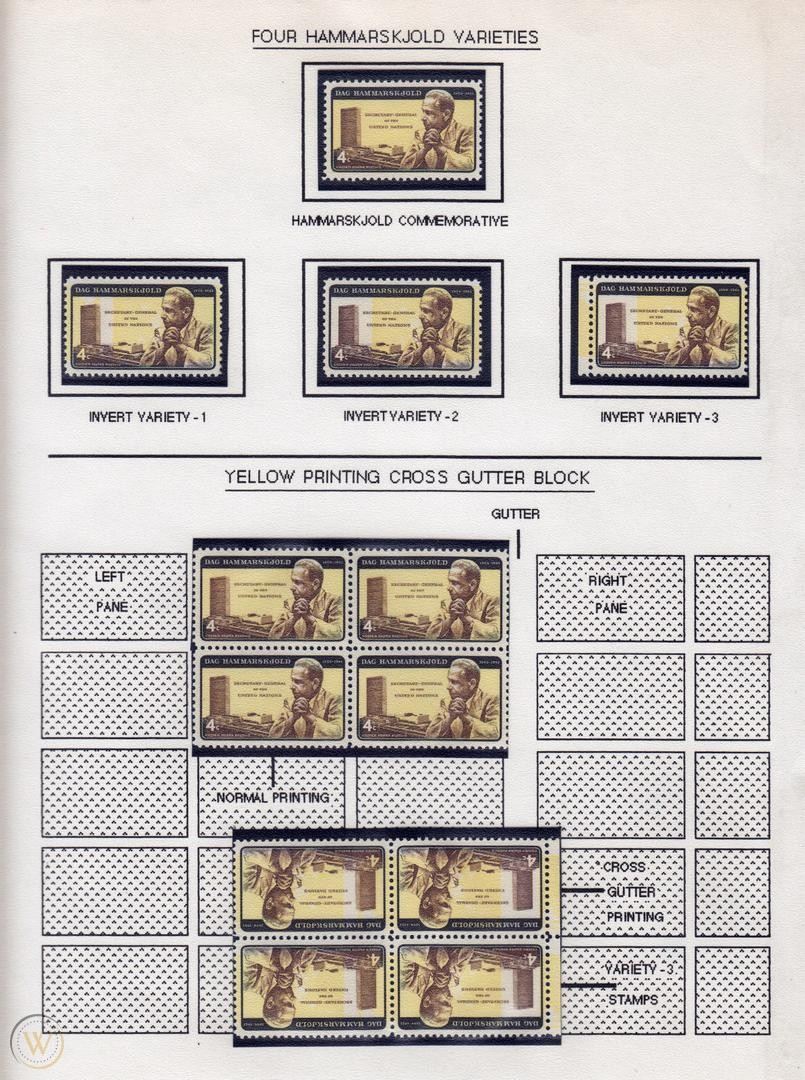
مقارنة
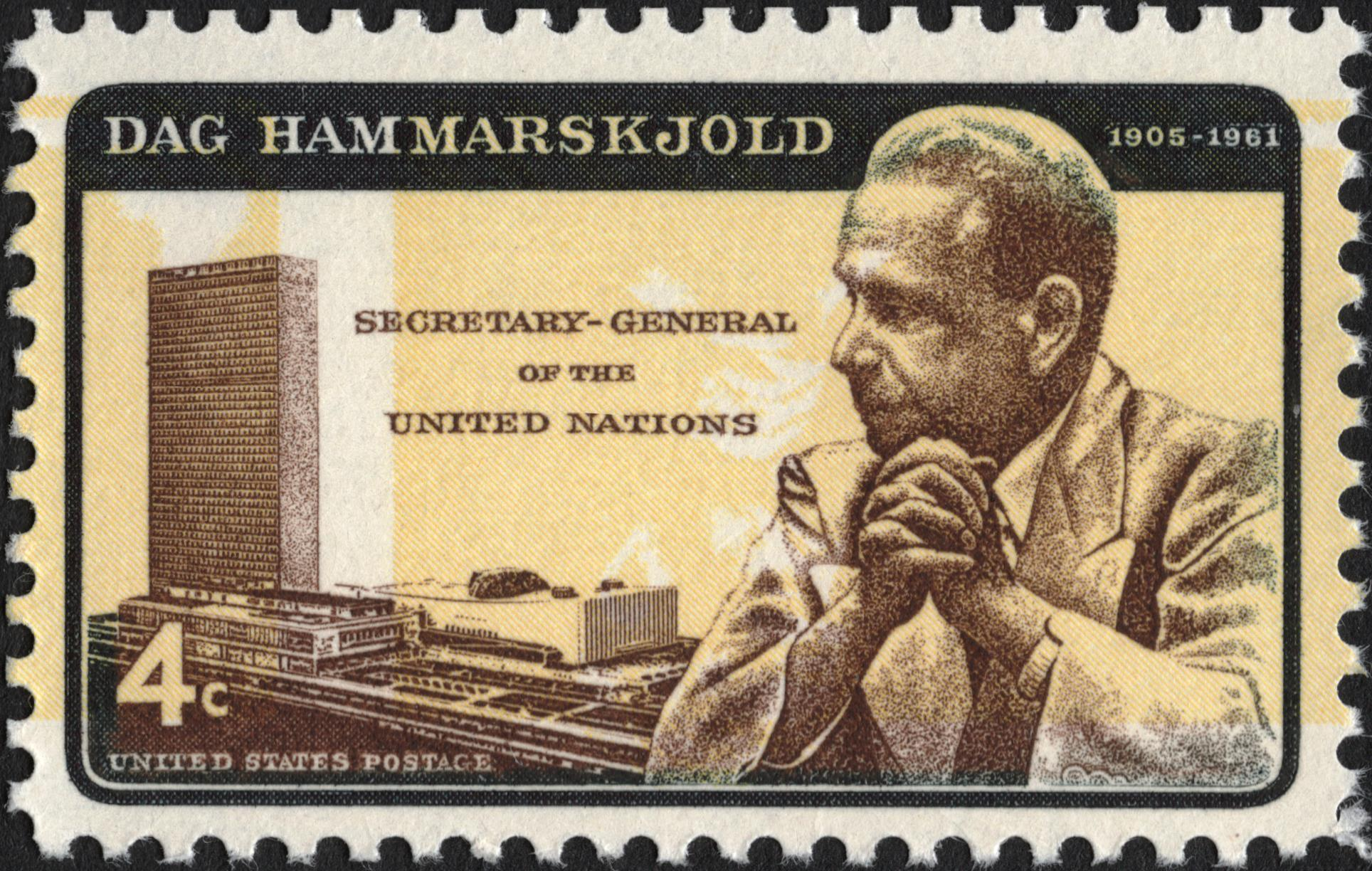
نسخة الطابع المقلوبة
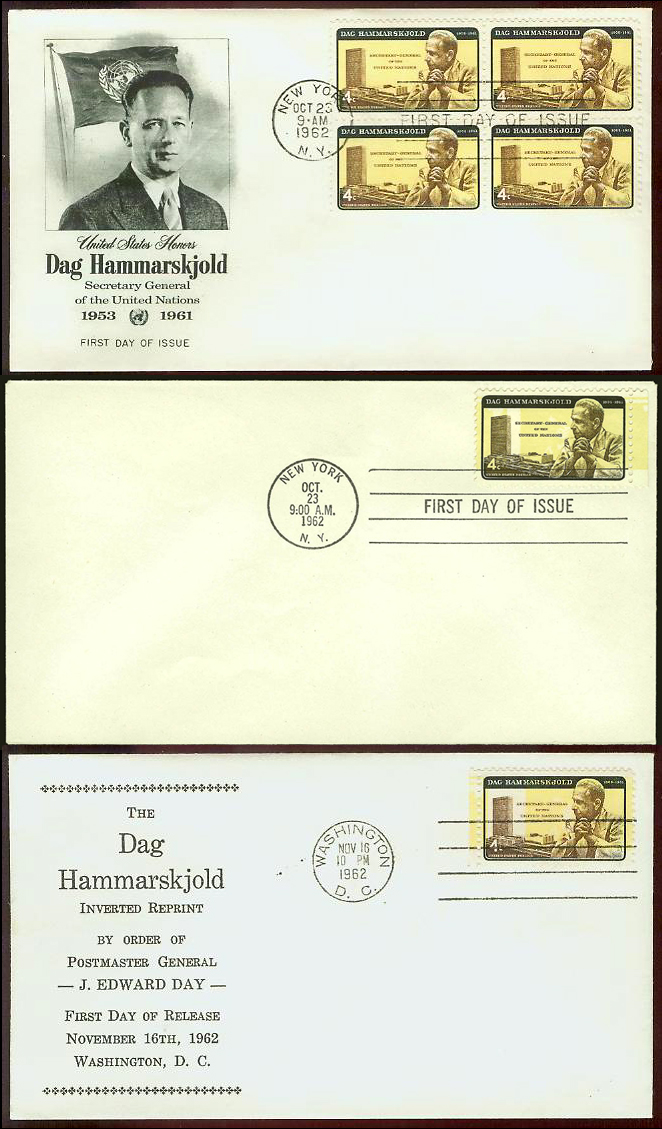
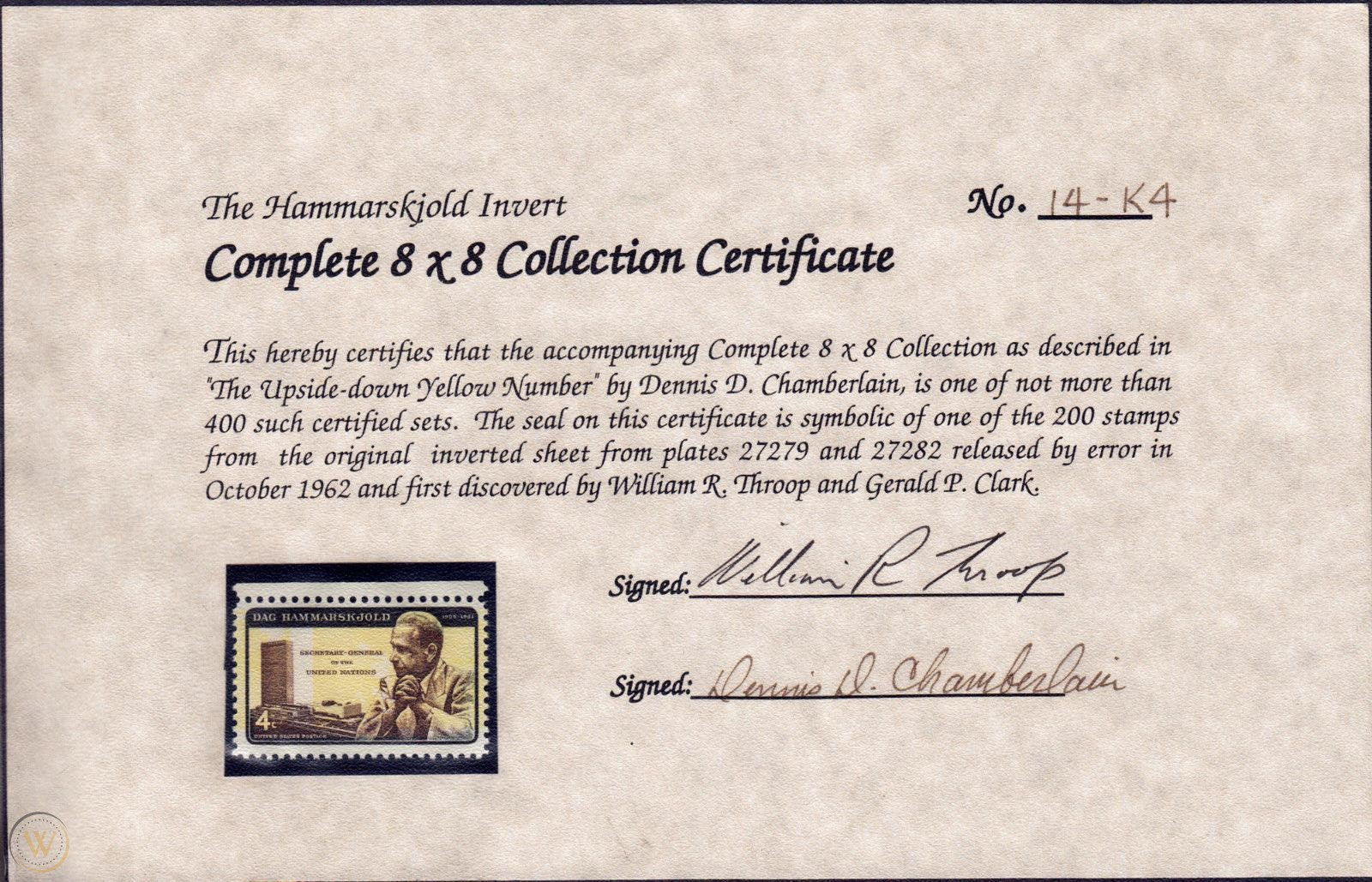
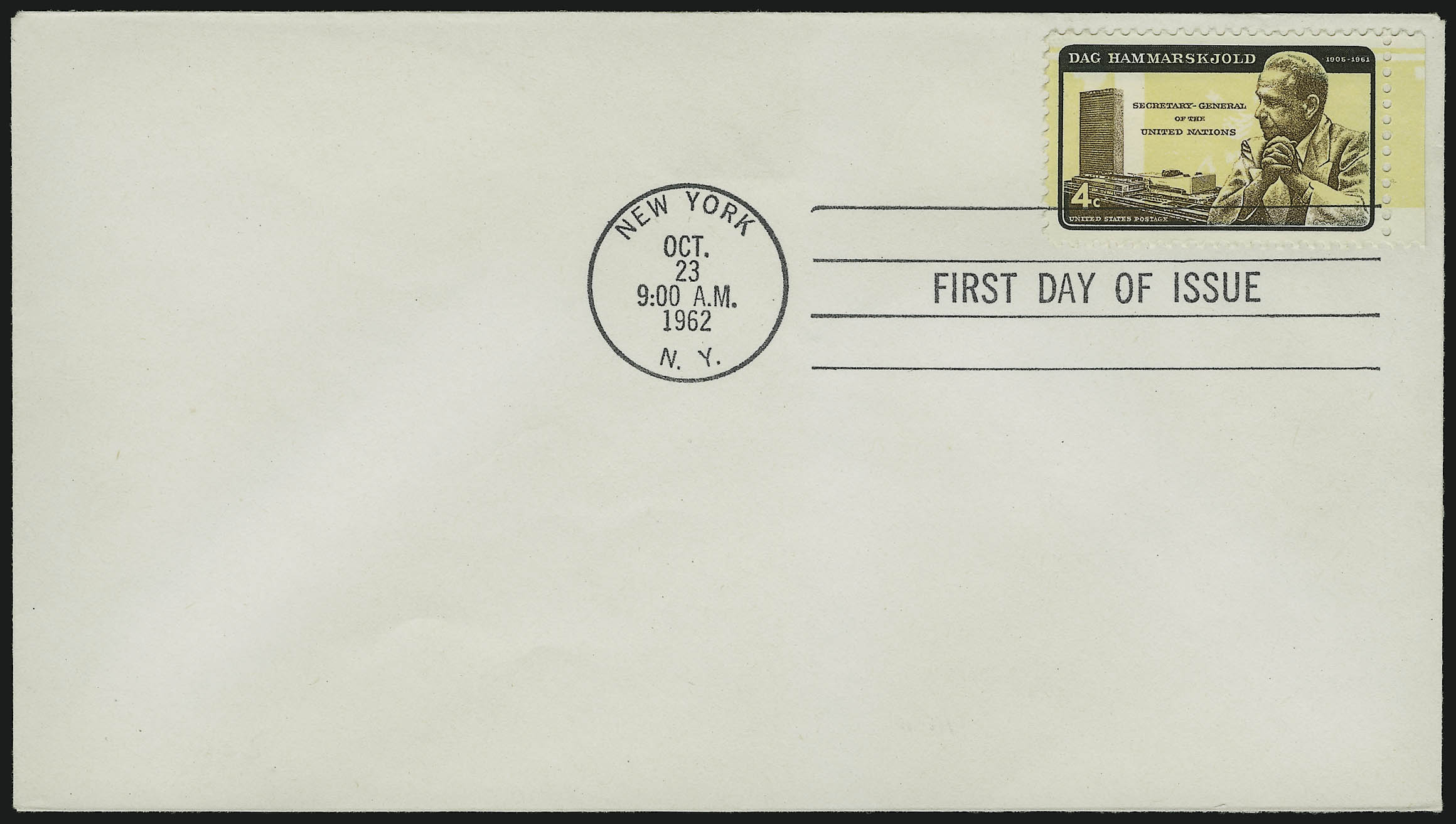
غلاف اليوم الأول